# Histiotus magellanicus
Histiotus magellanicus is een zoogdier uit de familie van de gladneuzen (Vespertilionidae). De wetenschappelijke naam van de soort werd voor het eerst geldig gepubliceerd door Philippi in 1866.

## Voorkomen
De soort komt voor in het zuiden van Chili en Argentinië.